# Štandrež
Štandrež (italijansko Sant'Andrea, furlansko Sant Andrât) je naselje na severozahodnem robu Goriške ravni v Italiji oziroma predmestno naselje Gorice z okoli 2.000 prebivalci kot del (frazione) Občine Gorica.
Štandrež je bil v preteklosti samostojno slovensko kmečko naselje, zdaj ko je v tem delu Goriška ravan že večinoma pozidana, se spaja z mestom Gorico. Vzhodno od naselja teče cesta in železniška proga Trst - Gorica.

## Zgodovina
V starih listinah se kraj prvič omenja 1339, samostojna občina je bil do 1927. Med prvo svetovno vojno je bil skoraj popolnoma porušen, med bombardiranjem v drugi svetovni vojni pa močno poškodovan.
Načrte za obnovo v 1. sv. vojni porušenega Štandreža je napravil arhitekt Maks Fabiani. Na spremembo slovenskega značaja kraja po 2. sv. vojni je močno vplivala naselitev istrskih optantov, ki so se naselili med Štandrežem in Gorico.
Župnijska cerkev sv. Andreja, ena največjih cerkva na Goriškem je že tretja po vrsti. Prva je bila postavljena 1663, druga 1901 in je bila med 1. svetovno vojno porušena, sedanjo pa so postavili 1923. V letih 1963 in 1964 je bila delno preurejena, s slikami pa je opremil Tone Kralj. Štandrež je eno najpomembnejših slovenskih pastoralnih središč v Nadškofiji Gorica. 
V Štandrežu zelo razgibano deluje slovensko kulturno društvo Prosvetno društvo Štandrež, v sklopu katerega imajo mešani pevski zbor, zelo poznano dramsko skupino, vsako leto priredijo praznik špargljev.

## Predeli
- Klanec
- Krgišče
- Pilošče
- Plac
- Puhlice

## Spomeniki
Štandrež ima tudi spomenik padlih v NOB, ki je bil zgrajen leta 1982. Pred nekaj leti so mu dodali ploščo z imeni vseh padlih. Vsako leto se odvijata slovesnosti, 1. novembra in 25. aprila.

## Znani krajani
- Rudolf Brajnik (1882–1962), prosvetni delavec, planinec
- Andrej Budal (1889–1972), pesnik, pisatelj, publicist, prevajalec, politik
- Lučana Budal (* 1952), pedagoginja, javna delavka
- Andrej Makuc (1913–1989), pravnik, učitelj, partizan
- Andrej Marušič (1828–1898), narodni buditelj, publicist
- Franjo Marušič (1908–1981), inženir rudarstva
- Jožef Marušič (1823–1891), duhovnik
- Romuald Marušič (1676–1748), kapucin, pridigar
- Dragan Mozetič (1940–2002), politik, gospodarstveni
- Josip Nanut (1885–1944), interniranec v Jesenovcu
- Andrej Tabaj (1862–1928), duhovnik, cesarsko-kraljevi profesor verouka, narodni delavec
- Blaž Tabaj (1870–1928), cesarsko-kraljevi orožnik, narodni delavec
- Ivan Tabaj (1879–1939), duhovnik, cesarsko-kraljevi profesor verouka, narodni delavec